# Myotis riparius
Myotis riparius — вид рукокрилих роду Нічниця (Myotis) з Південної та Центральної Америки.

## Поширення, поведінка
Проживання: Аргентина, Болівія, Бразилія, Колумбія, Коста-Рика, Еквадор, Сальвадор, Французька Гвіана, Гаяна, Гондурас, Нікарагуа, Панама, Парагвай, Перу, Суринам, Тринідад і Тобаго, Уругвай, Венесуела. Комахоїдний. Знайдений в колоніях.

## Морфологія

### Морфометрія
Довжина голови й тіла: 40-54, довжина хвоста: 31-43, довжина задньої ступні: 6-9, довжина вуха: 11-14, довжина передпліччя 32-37, вага: 4-6 гр. 

### Опис
Це невеликого розміру кажан. Голова трикутна. Ніс має конічну форму. Вуха трикутні і загострені. Очі малі. Хутро м'яке, шовковисте. Спина від корицево-коричневого до темно-сірувато-коричневого кольору. Черевна область блідо-коричнева, з основою волосся темнішою, ніж кінчики. Мембрана осягає більше, ніж довжина ніг. Хвіст повністю всередині мембрани. 
| Зубна формула   |
| --------------- |
| I 2 C 1 P 3 M 3 |
| I 3 C 1 P 3 M 3 |